# Arthur Kronfeld

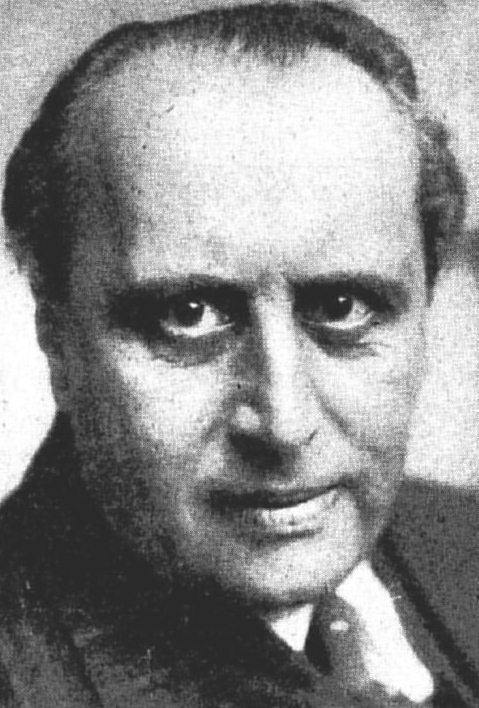
Arthur Kronfeld (1932)

Arthur Kronfeld (* 9. Januar 1886 in Berlin; † 16. Oktober 1941 in Moskau) war ein deutsch-russischer Psychiater.
Kronfeld war Psychotherapeut, Psychologe, Sexualwissenschaftler und Wissenschaftstheoretiker sowie darüber hinaus auch politisch engagiert. Er war philosophisch geschult und hatte künstlerische Neigungen, war doppelt promoviert und wirkte zuletzt als Professor an der Charité der Friedrich-Wilhelms-Universität in Berlin sowie im Moskauer Exil am „Neuropsychiatrischen Forschungsinstitut der UdSSR Pjotr B. Gannuschkin“, dem heutigen „Forschungsinstitut für Psychiatrie“. Dort nahm er sich, als der Einmarsch der deutschen Truppen drohte, unter ungeklärten Umständen zusammen mit seiner Frau Lydia das Leben.

## Leben

### 1886–1904: Kindheit und Jugend
Geboren wurde Arthur Kronfeld als erstes von vier Kindern des promovierten Rechtsanwalts Salomon, gen. Sally Kronfeld aus Thorn, Sohn eines jüdischen Kantors, Königlicher Justizrat in Berlin seit 1884, und seiner Frau Laura, Tochter des Kölner Kommerzienrats und Stadtverordneten Benjamin Liebmann. Sein Geburtshaus befand sich in der Zimmerstraße 100. Zu Kindheit und Jugend ist wenig bekannt. Seine 1904 geborene Schwester Minnie erlangte unter ihrem späteren Namen Minnie Maria Dronke in ihrem Exil in Neuseeland einige Bekanntheit.

### 1904–1909: Studienzeit
1904 war er Primus des Sophiengymnasiums in Berlin-Mitte. Als erste bekannte Publikation erschien 1906 Goethe und Haeckel zu Haeckels 70. Geburtstag, mit einer evolutionstheoretischen Abhandlung über Sexualität und ästhetisches Empfinden. Über dieses Buch ergab sich ein früher Kontakt mit Magnus Hirschfeld. In diese Zeit fiel zudem der Beginn einer langjährigen Freundschaft mit dem damaligen Jurastudenten und späteren Schriftsteller Kurt Hiller, dem Pionier des Literarischen Expressionismus.
Sein Medizinstudium absolvierte Kronfeld in Jena, München und Berlin. Ab 1907 entwickelte sich eine lebenslange Freundschaft mit dem aus Berlin stammenden Philosophen Leonard Nelson mit intensivem Engagement in dessen Kreis, der auch von Göttinger Mathematikern wie Carl Runge, Ernst Zermelo, Felix Klein und Hermann Minkowski, vor allem aber von David Hilbert geschätzten Neuen Fries'schen Schule und daraus erwachsenen Jakob Friedrich Fries Gesellschaft – in dieser vor dem Ersten Weltkrieg stellvertretender Vorsitzender und Schriftführer – mit Alexander Rüstow, Arnold und Bertha Gysin, Carl Brinkmann, Ernst Blumenthal, Franz Oppenheimer, Gerhard Hessenberg, Hans Mühlestein und Hans Rademacher, Heinrich Goesch, Iris Runge, Karl Kaiser, Kurt Grelling, Ludwig Ruben, Marcel T. Djuvara, Max Born, Michael Kowalewsky, Otto Apelt, Paul Bernays, Richard Courant, Rudolf Otto, Walter Ackermann, Alleweldt, Baade und Walter Dubislav sowie vieler anderer, in der Kronfeld vor allem seinen zwei Jahre älteren Kommilitonen und späteren Nobelpreisträger Otto Meyerhof kennen- und schätzen lernte. Später wurde Kronfeld auch Mitglied in der von Nelson 1918 neben dem Internationalen Sozialistischen Jugendbund (IJB) gegründeten „Gesellschaft der Freunde der Philosophisch-Politische Akademie“, die ihrerseits Trägerin des 1924 eröffneten Landerziehungsheims „Walkemühle“ war, mit Kontakten bis in den 1926 gegründeten „Internationalen Sozialistischen Kampfbund“ (ISK) und dem weiteren Umkreis Nelsons mit Erna Blencke, Georg Schaltenbrand, Grete Henry-Hermann, Gustav Heckmann, Heinrich Düker, Julius Kraft, Mary Saran, Max Hodann, Minna Specht, Otto Löwenstein (1889–1965), Willi Eichler u. a.). Kronfeld kam 1908 nach Heidelberg, wo er 1909 sein Studium mit dem medizinischen Staatsexamen abschloss und neben Otto Warburg auch Viktor von Weizsäcker kennenlernte, den er mit Meyerhof und wahrscheinlich auch mit den Schriften von Sigmund Freud bekannt machte.

### 1909–1919: Beginn der Karriere

#### In Heidelberg
Kronfeld absolvierte eine Fachausbildung als Medizinalpraktikant am Berliner Städtischen Krankenhaus Moabit unter Georg Klemperer und an der Großherzoglichen Psychiatrischen Universitätsklinik Heidelberg unter Franz Nissl. Ein Jahr und einen Tag nach Karl Jaspers wurde Kronfeld am 7. Dezember 1909, (eine Woche nach seinem Freund Meyerhof, der den dritten Teil Zur Psychologie des Wahns seines Buches Beiträge zur psychologischen Theorie der Geistesstörungen als Dissertation vorgelegt hatte, mit einer bei Emil von Dungern am Krebsforschungsinstitut Heidelberg unter Vincenz Czerny durchgeführten Studie zur 1906 von August von Wassermann entwickelten und nach ihm benannten serologischen Reaktion bei Franz Nissl) promoviert und zum 1. Juni 1910 als zunächst etatmäßiger Assistent angestellt. Nach Ableistung seines Militärdiensts 1911/12 war Kronfeld u. a. bei den Gardekürassieren in Berlin als Volontärsassistent tätig – zusammen mit Karl Wilmanns, Hans Walter Gruhle, August Homburger, Otto Ranke, Albrecht Wetzel sowie Martin Pappenheim und Karl Jaspers, wobei er sich zusammen mit Jaspers, Gruhle sowie Meyerhof und dessen Freund Otto Warburg, unter Teilnahme des damaligen Medizinstudenten Wladimir Eliasberg zunächst der Analyse der „psychologischen Theorien Freud's und verwandter Anschauungen“ widmete. Deren Ergebnisse, die bis in den USA registriert wurden, konnte Kronfeld bereits Ende 1911 publizieren und 1913 auch in einer russischen Übersetzung in Moskau herausbringen. 1912 wurde Kronfeld zusätzlich zum Dr. phil. promoviert, mit einer als Student in Berlin bei Theodor Ziehen begonnenen experimentalpsychologischen Assoziationsstudie Zum Mechanismus der Auffassung bei dem Philosophen August Messer in Gießen.
Während der Heidelberger Jahre veröffentlichte Kronfeld im Rahmen des literarischen Frühexpressionismus einige Gedichte, Essays und Buchbesprechungen in Die Aktion von Franz Pfemfert, Der Sturm von Herwarth Walden, Saturn von Hermann Meister und Herbert Grossberger, Der Kondor von Kurt Hiller und Die Argonauten von Ernst Blass. Über Hiller und seinen Berliner Neuen Club wurde er auch bekannt oder befreundet mit Georg Heym, Jakob van Hoddis (Begutachtung 1912), Erwin Loewenson (Golo Gangi), David Baumgardt, Friedrich Schulze-Maizier, mit Alexandra Ramm-Pfemfert und Else Lasker-Schüler sowie mit Max Scheler und Otto Buek, in Heidelberg mit Gustav Radbruch, Jacob Picard und Friedrich Burschell wie auch wohl mit Kurt Wildhagen, dem Bruder von Fritz Wildhagen. 1911 erschien seine Rezension der Antrittsvorlesung von Friedrich Gundolf über Hölderlin in der Beilage zur Heidelberger Zeitung Literatur und Wissenschaft. Kronfeld freundete sich in dieser Zeit auch mit dem Sohn von König Chulalongkorn von Thailand an, dem mit der Heidelbergerin Elisabeth Scharnberger im August 1912 verheirateten Philosophiestudenten Prinz Rangsit von Chainad und verlobte sich mit Sophie Rittenberg aus Warschau im August 1913.
Zum Herbst 1913 wechselte Kronfeld nach Berlin an die Städtische Irrenanstalt Wittenau (Humboldt-Klinikum, ehem. Karl-Bonhoeffer-Nervenklinik) zu Hugo Liepmann, mit Ausweitung und Intensivierung seiner wissenschaftstheoretischen Studien über die psychologischen Grundlagen der psychischen Heilkunde und internationaler Publikationstätigkeit.

#### Erster Weltkrieg
Im Ersten Weltkrieg war Kronfeld Frontarzt u. a. vor Verdun (Fort Douaumont) und wurde mehrfach ausgezeichnet. Nach einer Kopfverletzung 1917 wurde er nach Freiburg im Breisgau in das Kriegslazarett der Armeeabteilung B versetzt, wo er am Aufbau einer Nervenstation sowie 1918 auch einer Fliegeruntersuchungskommission zur Durchführung flugpsychologischer Untersuchungen mitwirkte. In diese Zeit fiel die Eheschließung mit der aus Berlin stammenden Stenotypistin Lydia Quien. In der Novemberrevolution spielte Kronfeld eine prominente Rolle im Freiburger Arbeiter- und Soldatenrat, gründete eine Akademikergewerkschaft und war am 11. November 1918 geistig führender Abgeordneter im Badischen Landesausschuss in Karlsruhe bei der Proklamation der Republik Baden.

### 1919–1933: Die Erfolge in Berlin

#### Am Institut für Sexualwissenschaft

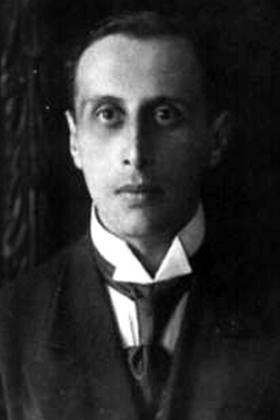
Arthur Kronfeld (1919)

Nach kurzer Rückkehr zu Hugo Liepmann, der jetzt an der Städtischen Irrenanstalt Herzberge in Berlin-Lichtenberg (heute: Evangelisches Krankenhaus Königin Elisabeth Herzberge) tätig war, wurde Kronfeld mit Friedrich Wertheim sowie später auch August Bessunger und Hans Friedenthal Mitbegründer und Organisator des am 6. Juli eröffneten Instituts für Sexualwissenschaft von Magnus Hirschfeld, wo er sieben Jahre tätig war. Hier arbeiteten u. a. auch Carl Müller-Braunschweig, Arthur Weil, Bernhard Schapiro (1888–1966), Franz Prange, Ludwig Levy-Lenz, Max Hodann, Ferdinand Freiherr von Reitzenstein, Kurt Hiller. In dieser Zeit engagierte sich Kronfeld für die Neue Richtung genannte psychologisch-psychotherapeutisch orientierte Bewegung in der gesamten damaligen Medizin mit intensiver Publikations-, Lehr- und Herausgebertätigkeit. Dazu gehörte 1920 das wissenschaftstheoretische Grundlagenwerk Das Wesen der psychiatrischen Erkenntnis, 1924 das Lehrbuch Psychotherapie, ab 1922 die Reihe Kleine Schriften zur Seelenforschung, die 1928 kurzzeitig von Carl Schneider weitergeführt wurde, mit den Autoren Theodor Friedrichs, Wilhelm Haas, Walter Lurje, Carl Bruck, Emerich Décsi, Kurt Singer, Gaston Roffenstein (ehem. Rosenstein), Sydney Alrutz (* 1868, erster Vertreter einer „physiologischen Psychologie“ in Schweden), Kurt Hillebrandt, Werner Achelis, Alexander Herzberg und Georg Graf von Arco. Zudem wurde Kronfeld Mitglied in zahlreichen ärztlichen Vereinigungen, ab 1923 besonders in der Berliner Ärztlichen Gesellschaft für Parapsychische Forschung, in deren engeren Kreis K. 1930 in Anwesenheit von u. a. W. Achelis, Otto Fanta und Albert Einstein „mit Gattin und einer weiteren Verwandten“ zur Testung des Metagraphologen Otto Reimann beitrug, während er 1931 neben erwähntem Carl Bruck als „wissenschaftlicher Beirat“ bei der Testung des angeblichen „Hellsehers“ Hermann Steinschneider, genannt „Hanussen“ teilnahm. Mit zahlreichen Kollegen wie Alfred Storch, Edith Jacobson (Jacobssohn), Ernst Kretschmer, Karl Birnbaum, Ludwig Binswanger, Siegfried Bernfeld, Victor Emil Freiherr von Gebsattel, Walter Schindler, und Schülern wie Erich Sternberg, Franz Baumeyer und Karl Balthasar pflegte Kronfeld eine persönliche Zusammenarbeit.

#### Wissenschaftliche Anerkennung
1926 ließ er sich in einer eigenen Praxis im Bereich des südlichen Tiergartens nieder und habilitierte sich 1927 für Psychiatrie und Nervenheilkunde bei Karl Bonhoeffer mit einer Arbeit über die fundamentale Rolle der Psychologie in der Psychiatrie, so dass Kronfeld 1927 als „Vermittler einer Anschauungsweise, die nicht mehr ignoriert werden darf“ (Gustav von Bergmann in seinem Habilitationsgutachten) der erste wegen seiner psychotherapeutischen Qualifikation bestallte Dozent der Charité und damit in Deutschland wurde, als der er 1929 zum evangelischen Glauben konvertierte, 1930 sein ihm selbst wichtigstes Lehrbuch zu den Perspektiven der Seelenheilkunde veröffentlichte, 1931 zum nicht beamteten außerordentlichen Professor ernannt wurde und 1932 noch sein Lehrbuch der Charakterkunde herausbringen konnte.
Parallel dazu beteiligte er sich unter Federführung von Wladimir Eliasberg an der Vorbereitung und Durchführung der ab 1926 jährlich durchgeführten „Allgemeinen Ärztlichen Kongresse für Psychotherapie“ sowie der Gründung der „Allgemeinen Ärztlichen Gesellschaft für Psychotherapie“ am 1. Dezember 1927 und ihrer Berliner Ortsgruppe. Mitglieder waren u. a. Alfred Döblin, Johannes Heinrich Schultz, Karen Horney, Erwin W. Straus, Fritz Künkel, Max Levy-Suhl, Max Grünthal und Walter Schindler. Ab 1928 war Kronfeld auch im Vorstand der AÄGP und im Beirat ihrer Verbandszeitschrift sowie dann ab 1930 nach deren Umbenennung zum Zentralblatt für Psychotherapie mit Johannes Heinrich Schultz und Rudolf Allers vor allem in deren Schriftleitung. Daneben und zusätzlich zur Zusammenarbeit mit der Geschäftsführerin des Archivs für Wohlfahrtspflege Siddy Wronsky führte er den Vorsitz des Spitzenverbandes der beiden, von Fritz Künkel resp. Manès Sperber geführten Sektionen der Berliner Ortsgruppe der „Internationalen Vereinigung für Individualpsychologie“ (IVIP, IAIP) von Alfred Adler und Organisation des „V. Internationalen Kongresses für Individualpsychologie“ im Berliner Rathaus 1930 und beteiligte sich an der Vorbereitung der „Internationalen Hygiene-Ausstellung“ in Dresden 1930/31.

#### Politik
1931 kandidierte Kronfeld zur Berliner Ärztekammer als (seit 1926) Mitglied des Vereins sozialistischer Ärzte mit Alfred Döblin, Ernst Simmel, Max Hodann, Ernst Haase, Bruno Cohn, Minna Flake, Karl Löwenthal, Günther Wolf, Annemarie Bieber, I. Klauber und I. Wendriner (nach Unterlagen aus dem Dritten Reich auch SPD-Mitglied). Im Oktober übernahm er die psychotherapeutische Behandlung von Sina L. Wolkowa, der ältesten Tochter von Leo Trotzki, die in dem 1985 von Ken McMullen gedrehten Film Zina mit Ian McKellen als Professor Kronfeld durch Domiziana Giordano dargestellt wurde.
1932 war Kronfeld gutachterlicher Zeuge im Verleumdungsprozess Adolf Hitler gegen Werner Abel in München. Er unterzeichnete den von vielen Persönlichkeiten mitgetragenen Dringenden Appell des „Internationalen Sozialistischen Kampfbundes“ von L. Nelson zum „Aufbau einer einheitlichen Arbeiterfront“ gegen „die Vernichtung aller persönlichen und politischen Freiheiten“ durch die Nationalsozialisten und übernahm ein Hauptreferat über Die Bedeutung Kierkegaards auf dem „X. Internationalen Kongress für Psychologie“ in Kopenhagen.

### 1933–1941: Unterdrückung und Exil (Schweiz, UdSSR)
Unmittelbar nach Beginn der systematischen Ausschaltung aller jüdischen Stimmen aus dem öffentlichen Geistesleben in Deutschland durch die nationalsozialistische Regierung ab 1933 (vgl. „Machtergreifung“ und „Gleichschaltung“ in Zeit des Nationalsozialismus) publizierte Kronfeld in Zusammenarbeit mit Wilhelm Stekel in Wien die Zeitschrift Psychotherapeutische Praxis, als Alternative zu dem unter der Schirmherrschaft von Carl Gustav Jung von „deutschen Psychotherapeuten“ beherrschten Zentralblatt für Psychotherapie. Unterstützt wurde er dabei von namhaften Vertretern der psychischen Heilkunde aus ganz Europa – zuletzt von Oscar Forel, Prangins, Walter Morgenthaler, Bern und John Eugen Staehelin, Basel „für die Schweiz“, sodann „für die nordischen Länder“ von Poul Bjerre, Stockholm, Schweden, Oluf Brüel, Kopenhagen, Dänemark und Helgi Tomasson, Reykjavík, Island, „für Holland“ von L. van der Horst, Amsterdam, „für Rumänien“ von Eugeniu Sperantia, Cluj sowie „für Russland“ von J. E. Galant, Leningrad und N. P. Bruchanski, Moskau.
1935 entschlossen sich Kronfeld und seine Frau jedoch zur Emigration, nachdem ihm auch noch die Lehrbefugnis an der Berliner Universität entzogen worden war. Er konnte mit seinem gesamten Hausstand, zu der eine umfangreiche Fachbibliothek gehörte, in die Schweiz übersiedeln, wo er an dem damals bekannten Privatsanatorium Les Rives de Prangins von Oscar Forel kurzzeitig Anstellung fand. 1936 nahm er unter dem Druck eines Ausweisungsultimatums der Schweizer Behörden einen Ruf an das Neuropsychiatrische Wissenschaftliche Zentralinstitut für Fortbildung in Moskau an, dessen Zustandekommen sein ehemaliger Berliner Schüler Erich Sternberg in Moskau und in der Schweiz Sergius Begotzki (Bagocki) als dortiger Vertreter der UdSSR vermittelt hatten. Am Neuropsychiatrischen Forschungsinstitut Pjotr B. Gannuschkin wurde Kronfeld Leiter der Abteilung für experimentelle Therapie, in der er die in der Schweiz bei Max Müller erlernte Insulinschocktherapie als versuchsweise Behandlungsmethode von Schizophrenen einführte.
1937 erhielt er zusammen mit seiner Frau die sowjetische Staatsbürgerschaft, während gleichzeitig in Deutschland die Gestapo dafür sorgte, dass ihm – mit der Begründung, er sei als Jude „staatsfeindlich eingestellt“ und habe überdies von der Schweiz aus versucht, mit der Ausstellung von Rezepten an zwei ehemalige Berliner Patienten die „Opiumsucht in Deutschland zu vergrößern und dadurch das deutsche Volk zu schädigen“ – „im Einvernehmen mit der Reichsärztekammer“ einerseits die Approbation entzogen und ihm andererseits von der Medizinischen Fakultät in Heidelberg sein medizinischer Doktorgrad aberkannt wurde. Bald begann er auch auf Russisch wieder zu publizieren und Vorlesungen zu halten, bevor er 1939 zum Direktor der Abteilung für experimentelle Pathologie und Therapie der Psychosen ernannt wurde.
Nach dem Überfall Hitlers auf die Sowjetunion wurde Kronfeld 1941 ein letztes Mal politisch aktiv: in Radiosendungen, auf der antifaschistischen Versammlung von zweitausend sowjetischen Wissenschaftlern am 12. Oktober 1941 in Moskau mit ihrem weltweiten Aufruf „an die Wissenschaftler und Kopfarbeiter der gesamten Welt“ zum „Kampf gegen die Hitlerdiktatur, dem verschworenen Feind aller Kultur und Wissenschaft“ und mit einer – ursprünglich möglicherweise für das ZK der KPdSU verfassten – Politbroschüre, in der er prominente Nazigrößen als „Degenerierte“ darstellte und mit Nennung von Namen auch intime Details über Hitler und seine Entourage enthüllte.
Vielleicht war es eine Reaktion auf die vom Volkskommissariat für Gesundheit erlassenen Anordnung, gemäß der er sich dem Chefarzt des Psychiatrischen Krankenhauses in Tomsk hätte „zur Verfügung stellen“ sollen: am 16. Oktober 1941, im Anfangsstadium der Schlacht um Moskau, entschloss er sich, mit seiner Frau zum gemeinsamen Suizid durch Einnahme einer großen Dosis Veronal, deren Folgen nach Entdeckung durch den Direktor des Instituts Andrei Wladimirowitsch Sneschnewski nicht mehr rückgängig zu machen waren.
Kronfelds publizierter Nachlass umfasst rund 200 Facharbeiten und weit über 500 Rezensionen; sein persönlicher dürfte verschollen sein. Seine umfangreiche Privatbibliothek, die er nach Moskau hatte mitnehmen können, soll in den Jahren nach dem Zerfall der Sowjetunion bei einem Umzug der Institutsbibliothek, in die sie integriert worden war, zum erheblichen Teil verloren gegangen sein.
In Russland gilt er bis heute als Klassiker der Psychiatrie. Nachdem hier schon 1993 seine Schrift Degenerierte an der Macht nachgedruckt und 2001–2002 seine Habilitationsschrift Die Psychologie in der Psychiatrie – Eine Einführung in die psychologischen Erkenntnisweisen innerhalb der Psychiatrie und ihre Stellung zur klinisch-pathologischen Forschung in einem Fachjournal übersetzt worden war, wurden zu seinem 120. Geburtstag im Jahre 2006 auch noch die wesentlichen auf russisch verfassten Publikationen von ihm aus den Jahren 1935–1940 in einer teilweise zweisprachigen Buchausgabe im Moskauer Verlag Klass neu herausgegeben.

## Publikationen

### Bücher
- 1906 Sexualität und ästhetisches Empfinden in ihrem genetischen Zusammenhang. Eine Studie. Singer, Straßburg und Leipzig (Verlag von Josef Singer, Hofbuchhandlung).
- 1912 Über die psychologischen Theorien Freuds und verwandte Anschauungen. Systematik und kritische Erörterung. Engelmann-Verlag, Leipzig (Extradruck; Übers.: Moskau 1913).
- 1919 Mit W. Benary, E. Stern und O. Selz: Untersuchungen über die psychische Eignung zum Flugdienst. Schriften zur Psychologie der Berusfseignung und des Wirtschaftslebens Heft 8. Barth, Leipzig 1919.
- 1920 Das Wesen der psychiatrischen Erkenntnis – Beiträge zur allgemeinen Psychiatrie I. Springer, Berlin (Online hier zu lesen; unkorr. Scan des Textes hier).
- 1924 Hypnose und Suggestion. Ullstein, Berlin (Reihe: Wege zum Wissen Nr. 11; Übers.: Leningrad 1925, Moskau 1927; Prag 1931; Tallinn 1991).
- 1924 Psychotherapie – Charakterlehre, Psychoanalyse, Hypnose, Psychagogik. Springer, Berlin (2. verb. u. erw. Auflage 1925).
- 1926 Die Individualpsychologie als Wissenschaft. In: Handbuch der Individualpsychologie. Band 1, hrsg. v. Erwin Wexberg, München 1926 & Amsterdam 1966, S. 1–29
- 1927 Die Psychologie in der Psychiatrie – Eine Einführung in die psychologischen Erkenntnisweisen innerhalb der Psychiatrie und ihre Stellung zur klinisch-pathologischen Forschung. Springer, Berlin (Habilitationsschrift; engl. Übers. Columbus (Ohio) 1936, russ. Moskau 2001–2002).
- 1930 Perspektiven der Seelenheilkunde. Thieme, Leipzig.
- 1932 Lehrbuch der Charakterkunde. Springer, Berlin.
- 1932 mit Siddy Wronsky (unter Mitw. von Rolf Reiner): Sozialtherapie und Psychotherapie in den Methoden der Fürsorge. Heymann, Berlin.[7]
- 1941 Degenerati u wlasti. [„Degenerierte an der Macht“], Moskau, Krasnojarsk 1941, Magadan 1942, repr. Moskau 1993; m. d. T. Krowawaja schajka degeneratow [Die blutige Bande der Degenerierten] auch Swerdlowsk 1942.
- 2006 Stanowlenie Sindromologii i Konzepzii Schizofrenii – Rabotj 1935–1940. Entstehung der Syndromologie und Konzeption der Schizophrenie – Werke 1935–1940. Klass, Moskau [Teilweise zweisprachige Auswahl von in der UdSSR in den angegebenen Jahren erschienenen russischen Publikationen Kronfelds].
- 2023 Дегенераты у власти [„Degenerierte an der Macht“], под редакцией Лучано Мекаччи и Александра Эткинда, ЭКСМО, Москва, 2023, ISBN 978-5-04-188773-5.

### Herausgeberschaften
- 1922–1927 Kleine Schriften zur Seelenforschung Püttmann, Stuttgart (1928 kurzzeitig u.d.T. Schriften zur Seelenforschung weitergeführt von Carl Schneider)
- 1934–1936/37 (zus. mit Wilhelm Stekel): Psychotherapeutische Praxis – Vierteljahresschrift für praktische ärztliche Psychotherapie. Weidmann Wien. (War der Versuch der Fortsetzung des – unter die Regie von Nazis gekommenen – Zentralblatt für Psychotherapie)
  - Seite mit detaillierteren Angaben einschließlich Monographien und Buchbeiträge Kronfelds hier

## Zeitschriftenbeiträge (Auswahl)
In: Der sozialistische Arzt
- Zur kassenärztlichen Psychotherapie. Eine Erwiderung. Band VI (1930), Heft 3, (Juli), S. 125–129 Digitalisat
- Soziale Not und soziale Psychotherapie. Band VII (1931), Heft 12 (Dezember), S. 332–333 Digitalisat